# خوانيتو سيكويرا
خوانيتو سيكويرا (بالهولندية: Juanito Sequeira)‏ هو لاعب كرة قدم هولندي في مركز الوسط، ولد في 14 مارس 1982 في روتردام في هولندا. لعب مع نادي إكسلسيور ونادي دوردريخت وهيلموند سبورت.

## وصلات خارجية
- خوانيتو سيكويرا على موقع قاعدة بيانات كرة القدم.إي يو (الإنجليزية)
- خوانيتو سيكويرا على موقع Soccerway.com (الإنجليزية)